# Прекрасные создания
«Прекрасные создания» (англ. Beautiful Creatures) — американская фэнтезийная мелодрама 2013 года, режиссёра Ричарда Лагравенезе по одноимённому роману Ками Гарсиа и Маргарет Штоль, в главных ролях Олден Эйренрайк и Элис Энглерт. Премьера в США состоялась 13 февраля 2013 года, в России — 14 февраля 2013 года.
Картина получила смешанные отзывы критиков и провалилась в прокате.

## Сюжет
Лена Дюкейн борется с собой, пытаясь усмирить свою силу и проклятие, веками преследовавшее её семью. Итана Уэйта, считающего дни до своего бегства из Гэтлина, преследуют сны о прекрасной девушке, которую он никогда не встречал. Когда Лена приезжает жить в дом на самой старой и самой жуткой из всех плантаций города, Итан безответно влюбляется в неё и целенаправленно старается раскрыть секрет их удивительной связи.

## В ролях
| Актёр            | Роль                                               |
| ---------------- | -------------------------------------------------- |
| Олден Эйренрайк  | Итан Лоусон Уэйт                                   |
| Элис Энглерт     | Лена Дюкейн                                        |
| Джереми Айронс   | Мэйкон Равенвуд дядя Лены                          |
| Виола Дэвис      | Эмма друг семьи Итана                              |
| Эмми Россум      | Ридли Дюкейн кузина Лены                           |
| Томас Манн       | Уэсли «Линк» Линкольн друг Итана                   |
| Эмма Томпсон     | миссис Мэвис Линкольн / Сарафина мать Линка / Лены |
| Айлин Эткинс     | Эммалин Дюкейн бабушка Лены                        |
| Марго Мартиндейл | тётя Дель                                          |
| Зои Дойч         | Эмили Ашер                                         |
| Рэйчел Броснахэн | Женевьева Дюкейн                                   |
| Кайл Галлнер     | Ларкин Кент                                        |
| Камиль Бальзамо  | Кэтрин Дюкейн                                      |
| Джей Ди Эвермор  | Митчелл Уэйт                                       |

## Создание

### Разработка
Warner Bros. приобрела права на «Прекрасные создания» в 2009 году, режиссёр Ричард Лагравенезе был нанят для написания сценария и съемок фильма. Кастинг фильма начался в конце 2011 года. В феврале Виола Дэвис получила роль Аммы. Вскоре было объявлено, что главных героев — Итана Уэйта и Лену Дюкейн сыграют Джек О’Коннелл и Элис Энглерт. О’Коннелл позже выбыл из проекта из-за конфликта в расписании съёмок, и роль Итана Уэйта досталась Олдену Эйренрайку. В дальнейшем к актёрскому составу присоединились Эмма Томпсон в роли миссис Мэвис Линкольн и Сарафины и Джереми Айронс в роли Мэйкона Равенвуда, дяди Лены.

### Съёмки
Съёмки фильма начались в мае 2012 года в Новом Орлеане и закончились в конце июля.

## Восприятие

### Касса
Фильм заработал 10 124 912 долларов в первые выходные (включая дату релиза), что оказалось недостаточно результативным, исходя из ожиданий СМИ. 
Хотя фильм считался провальным на внутреннем рынке, он заработал только 19 452 138 долл. США к концу своего внутреннего проката в Северной Америке (против производственного бюджета в 60 млн. Долл. США), но он добился большего успеха на международном уровне, где он собрал 40 600 000 долл. США. По состоянию на 21 апреля 2013 года общая выручка от фильма составила 60 052 138 долларов США, что привело к финансовым потерям, поскольку он не окупил производственный бюджет и другие расходы.

### Критика
Фильм получил неоднозначные отзывы критиков.
На сайте Rotten Tomatoes фильм имеет рейтинг 47%, что основано на 182 рецензиях критиков, со среднем баллом 5.3 из 10. 
На сайте Metacritic фильм набрал 52 балла из 100, на основе 40 обзоров, что указывает на смешанные или средние отзывы. 
Оуэн Глейберман из Entertainment Weekly дал фильму оценку «B-», написав: «Это Сумерки вверх ногами». 
Веб-сайт обзоров фильмов ScreenRant назвал фильм «неспокойным и мелодраматичным опытом с очень маленьким выигрышем за пределами центральной любовной истории. Поклонники сверхъестественного романтического поджанра получат то, чего ожидают». 
Дэвид Денби из The New Yorker писал, что фильм «является классическим примером путаницы и откровенных ошибок, которые могут настигнуть талантливых людей, которые привержены идее, основанной исключительно на индустрии кинорынка. Увы, сатирическая энергия и яркость рассеивается через некоторое время». Он хвалит сцену из воспоминаний о гражданской войне, как «интересную идею, которую, как мне хотелось бы, чтобы Лагравенезе использовал, как параллельное повествование фильма, однако, требует не интересных идей, а захватывающего зрелища и безумных кульминаций, а также саундтрека, наполненного глухим стуком и громким женским хором».  
Скотт Мендельсон из журнала Forbes назвал фильм «потрясающе хорошим» и призвал зрителей, которые пропустили его в прокате, посмотреть картину на видео.  
Аудитория Cinemascore дала фильму оценку B.

## Награды
| Год  | Награда                 | Номинация                     | Претендент                     | Результат |
| ---- | ----------------------- | ----------------------------- | ------------------------------ | --------- |
| 2013 | Teen Choice Awards 2013 | Романтическая комедия         |                                | Номинация |
| 2013 | Teen Choice Awards 2013 | Актёр романтической комедии   | Олден Эйренрайк                | Номинация |
| 2013 | Teen Choice Awards 2013 | Актриса романтической комедии | Элис Энглерт                   | Номинация |
| 2013 | Teen Choice Awards 2013 | Научная фантастика            |                                | Номинация |
| 2013 | Teen Choice Awards 2013 | Прорыв                        | Элис Энглерт                   | Номинация |
| 2013 | Teen Choice Awards 2013 | Поцелуй                       | Олден Эйренрайк и Элис Энглерт | Номинация |